# Marie Luplau
Henriette Marie Antonette Luplau, född 7 september 1848 i Hillerød, död 16 augusti 1925 på Frederiksberg, var en dansk konstnär.
Hon var dotter till kyrkoherden  Daniel Carl Erhard Luplau och kvinnorättsaktivisten Line Luplau och växte upp i Sønderjylland.
Luplau var elev på Vilhelm Kyhns privata tecknings- och målarskola för kvinnor, där hon träffade Emilie Mundt som hon senare kom att leva ihop med. År 1875 sökte hon in på Kunstakademiet, men antogs inte. Istället reste hon och Emilie Mundt till München för att studera. Där hade en koloni av skandinaviska kvinnor samlats för att arbeta med nakenmodeller. Bland deltagarna fanns de danska konstnärerna Bertha Wegmann och Johanne Krebs samt Harriet Backer, Kitty Kielland och Asta Nørregaard från Norge. När paret kom hem igen startade de en tecknings- och målarskola för kvinnor på Frederiksberg som de drev till år 1913. Hon adopterade tillsammans med Mundt dottern Carla Mundt-Luplau 1890.
Marie Luplau debuterade på Charlottenborgs konstutställning år 1878 och 1895 ställde hon och Mundt ut på Kvindernes Udstilling i Köpenhamn. Hon målade huvudsakligen landskapsmotiv, men är mest känd för det monumentala grupporträttet Från kvinnokampens första dagar med sin mor i centrum.

## Galleri

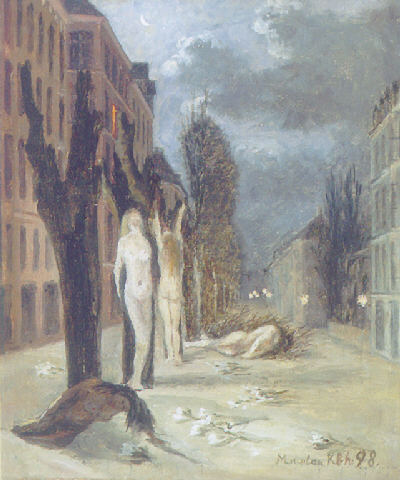
Symbolskt gatuparti, 1898.
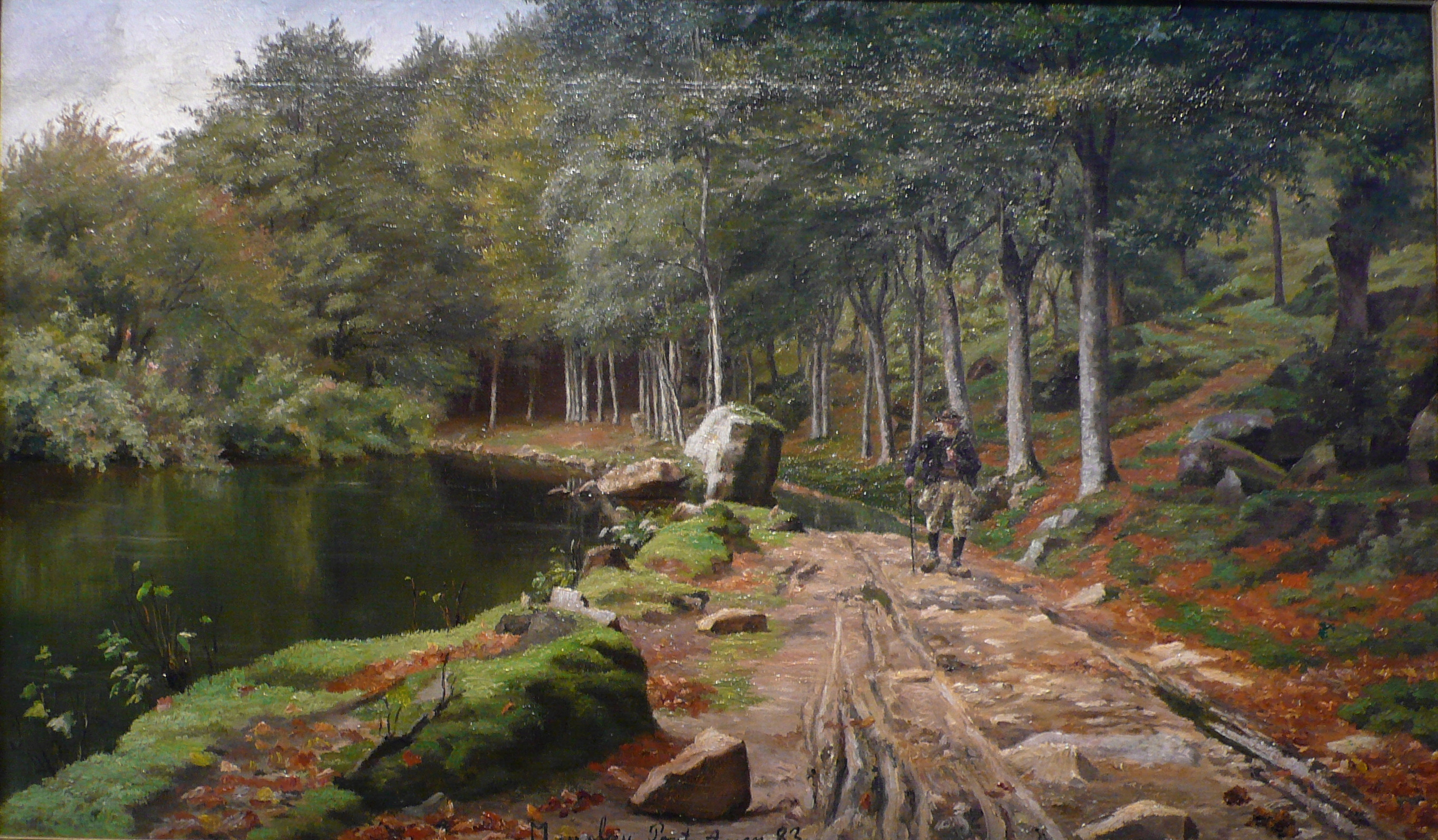
Bois Amour, 1883.
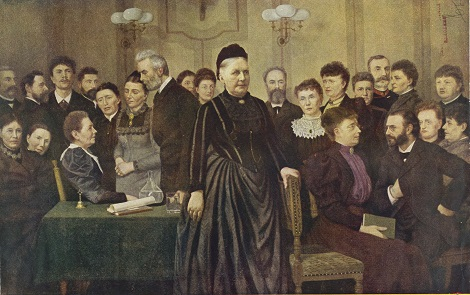
Från kvinnokampens första dagar, 1897.